# Hàng không năm 2005
Đây là danh sách các sự kiện hàng không nổi bật xảy ra trong năm 2005:

## Chuyến bay đầu tiên

### Tháng 4
- 27 tháng 4 - Airbus A380 có ký hiệu F-WWOW, thực hiện chuyến bay đầu tiên tại Toulouse, Pháp.

### Tháng 6
- 21 tháng 6 - Chuyến bay đầu tiên của Boeing X-37 dưới dạng khí cụ bay Scaled Composites White Knight

## Bắt đầu hoạt động
- Tháng 12- F-22 Raptor trong Phi đội tiêm kích 27